# Gorgone macarea
Gorgone macarea är en fjärilsart som beskrevs av Pieter Cramer 1777. Gorgone macarea ingår i släktet Gorgone och familjen nattflyn. Inga underarter finns listade i Catalogue of Life.

## Bildgalleri

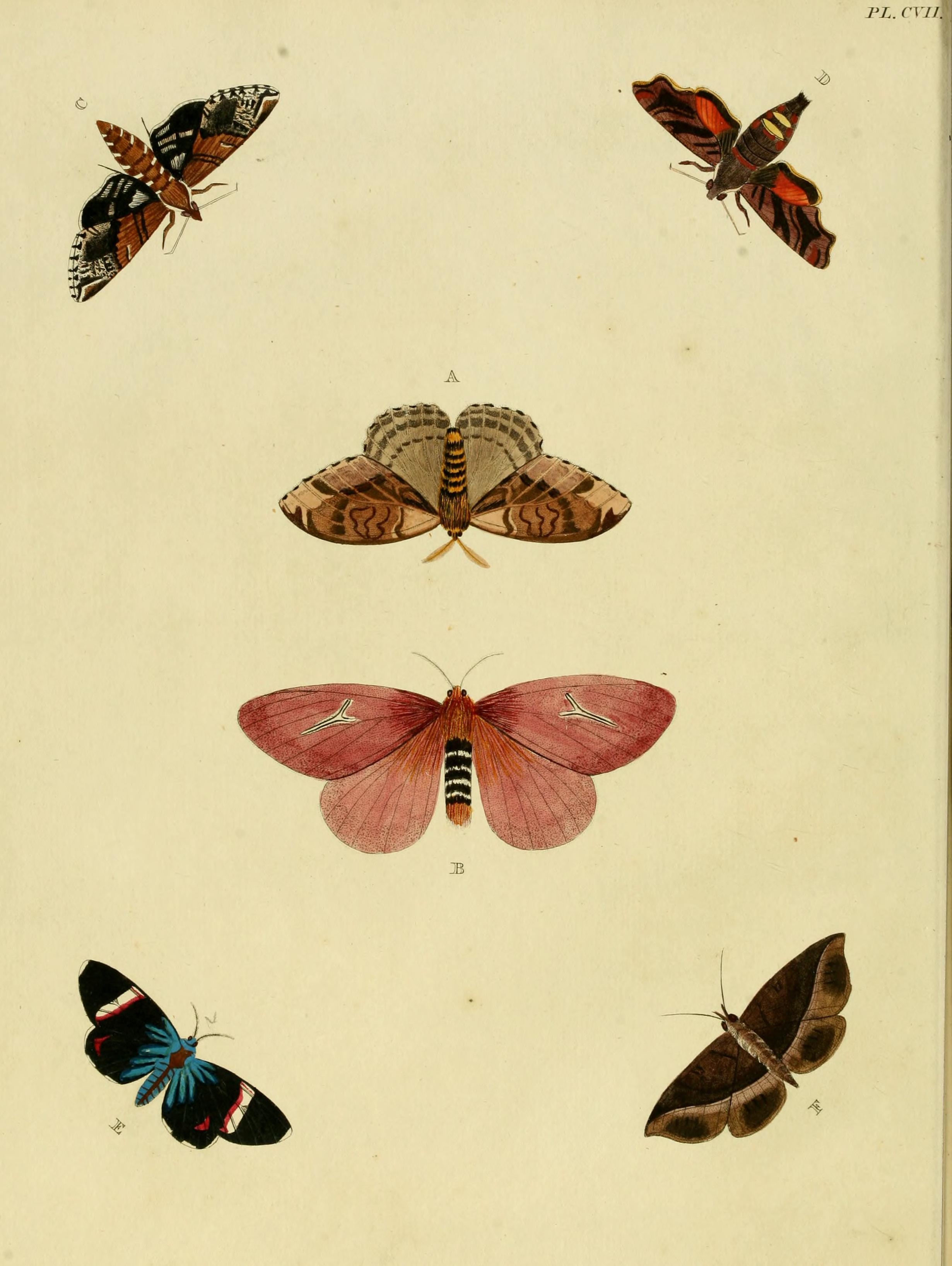
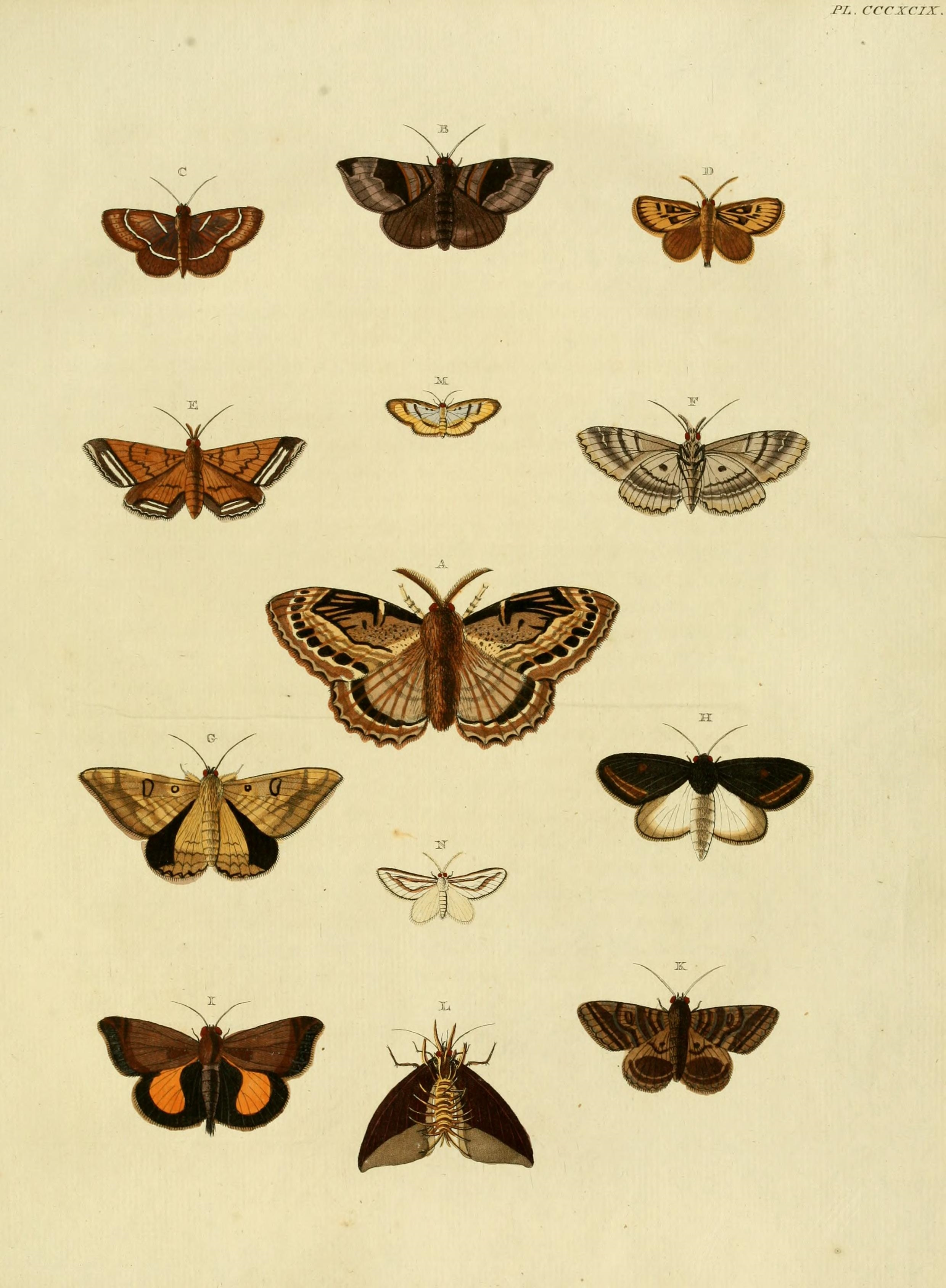